# جعبه موسیقی

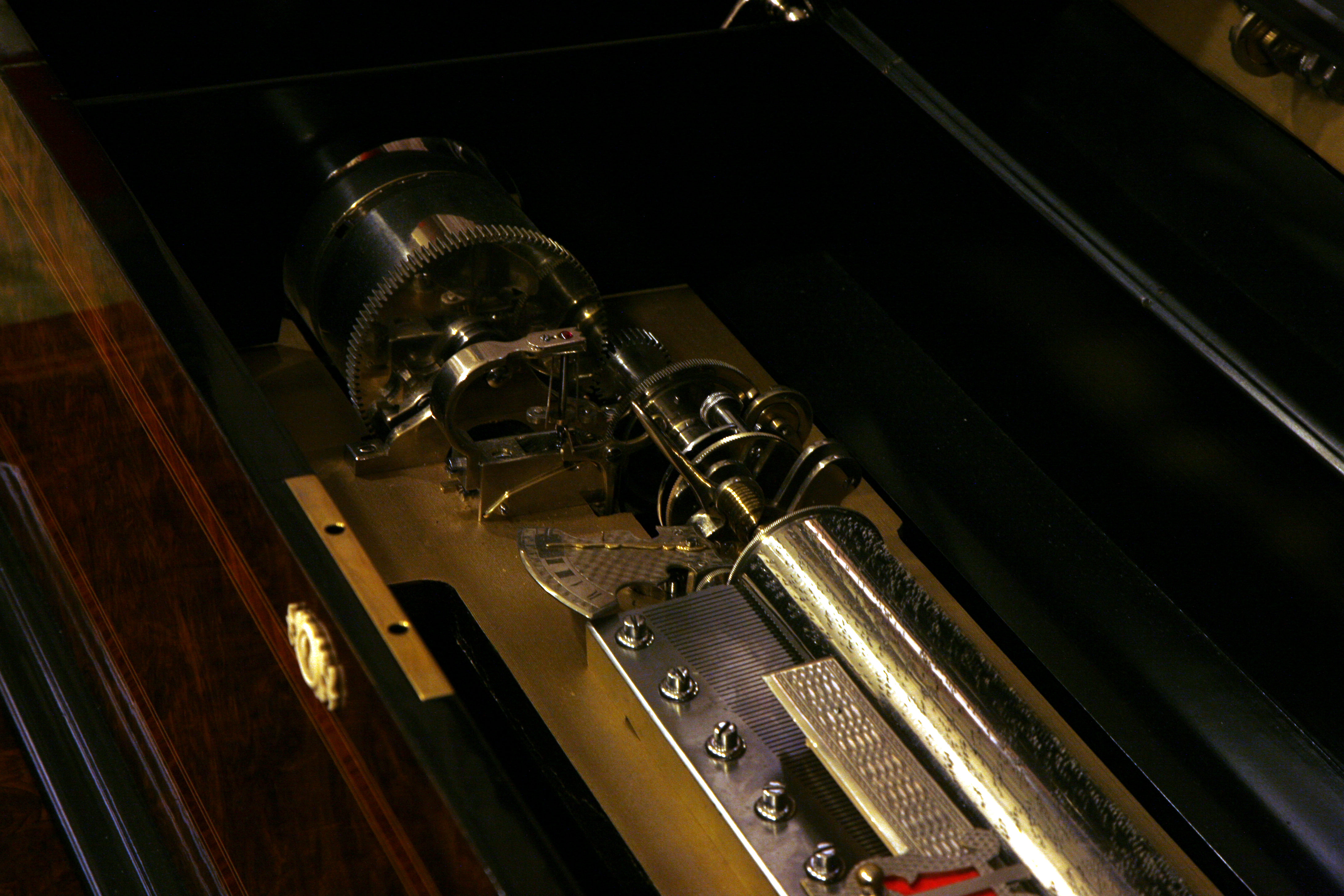
درون یک جعبه موسیقی

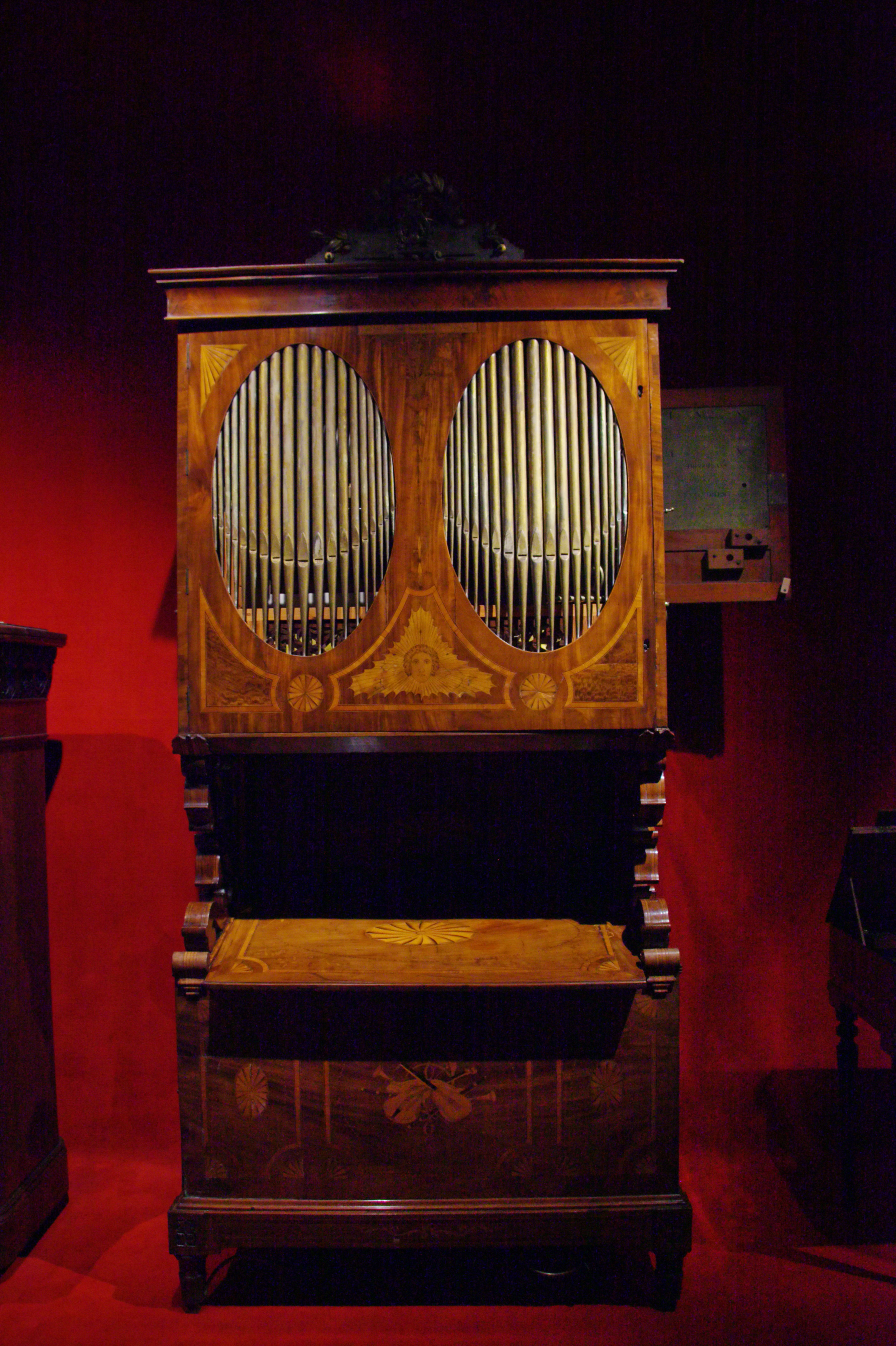
جعبه موسیقی قدیمی ساختهٔ دیگو اِوانز، لندن، س. XVIII - XIX. که اکنون در موزه موسیقی بارسلون قرار دارد.

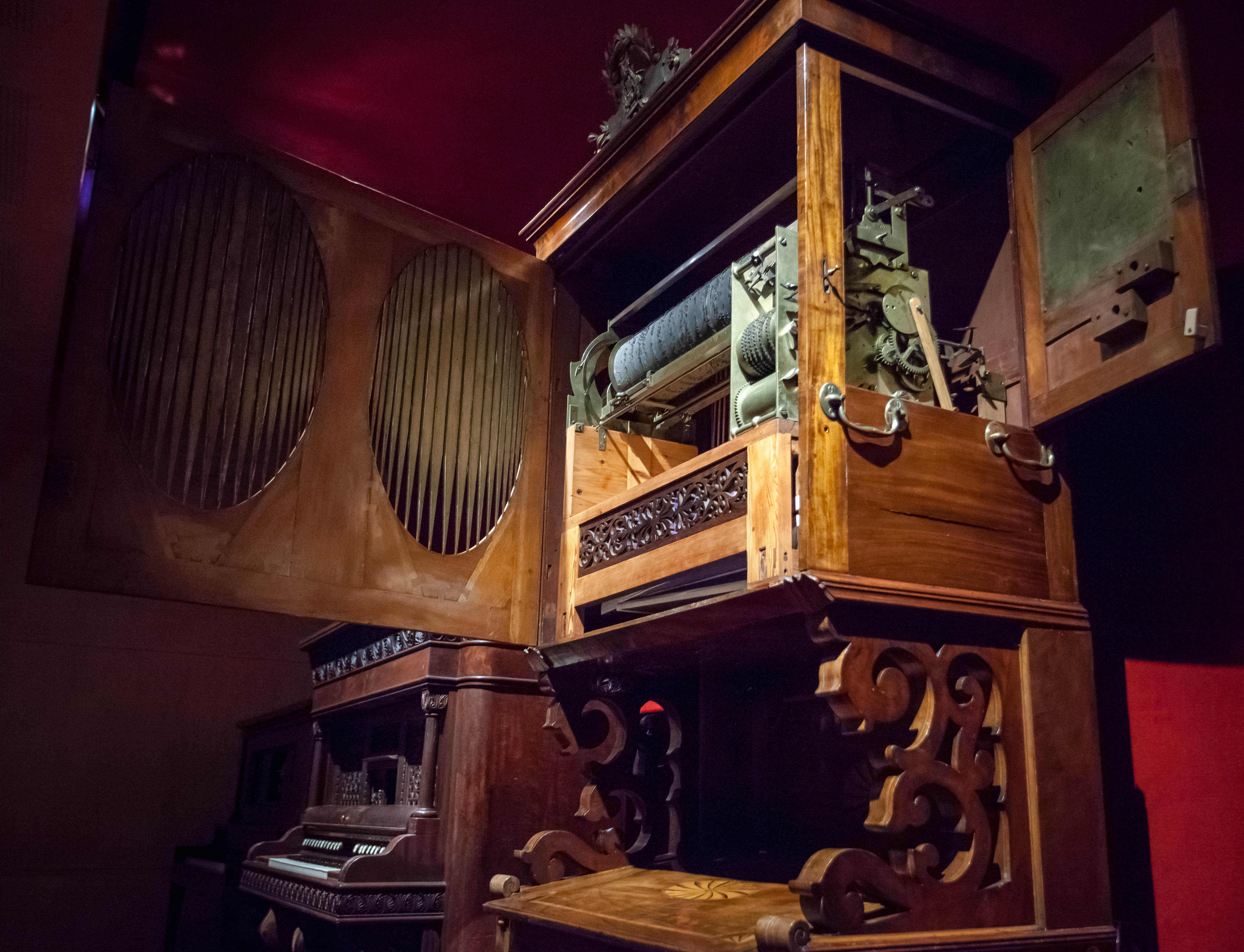
درون جعبه موسیقی ساختهٔ دیگو اِوانز، لندن، س. XVIII - XIX. که اکنون در موزه موسیقی بارسلون قرار دارد.

جعبه موسیقی یکی از سازهای موسیقایی سدهٔ ۱۸ و ۱۹ است که با حرکت مجموعه‌ای از سنجاق‌ها که روی یک استوانه یا صفحه چیده شده‌اند، و از روی دندانه‌ها (یا تیغه‌های) یک شانهٔ فولادی عبور می‌کنند و نُت‌های آهنگینی می‌نوازند، کار می‌کند. جعبه‌های موسیقی از جعبه‌های تزئینی موزیکال سدهٔ ۱۸ برگرفته شدند. برخی از جعبه‌های موسیقی پیچیده‌تر یک طبل ظریف یا ناقوس کوچکی نیز افزون بر شانهٔ فولادی دارند.

## تاریخچه

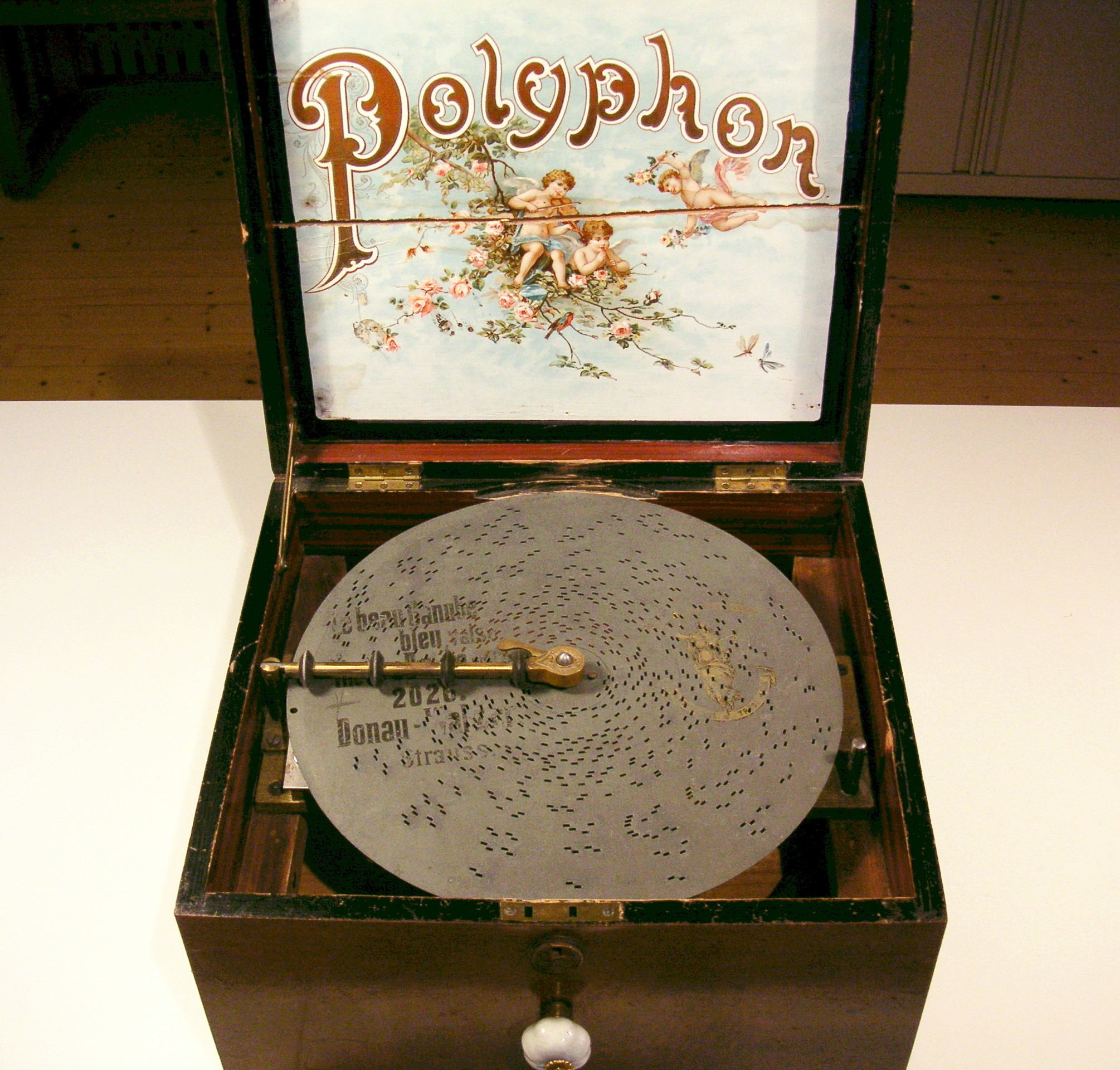
جعبه موسیقی پولیفون

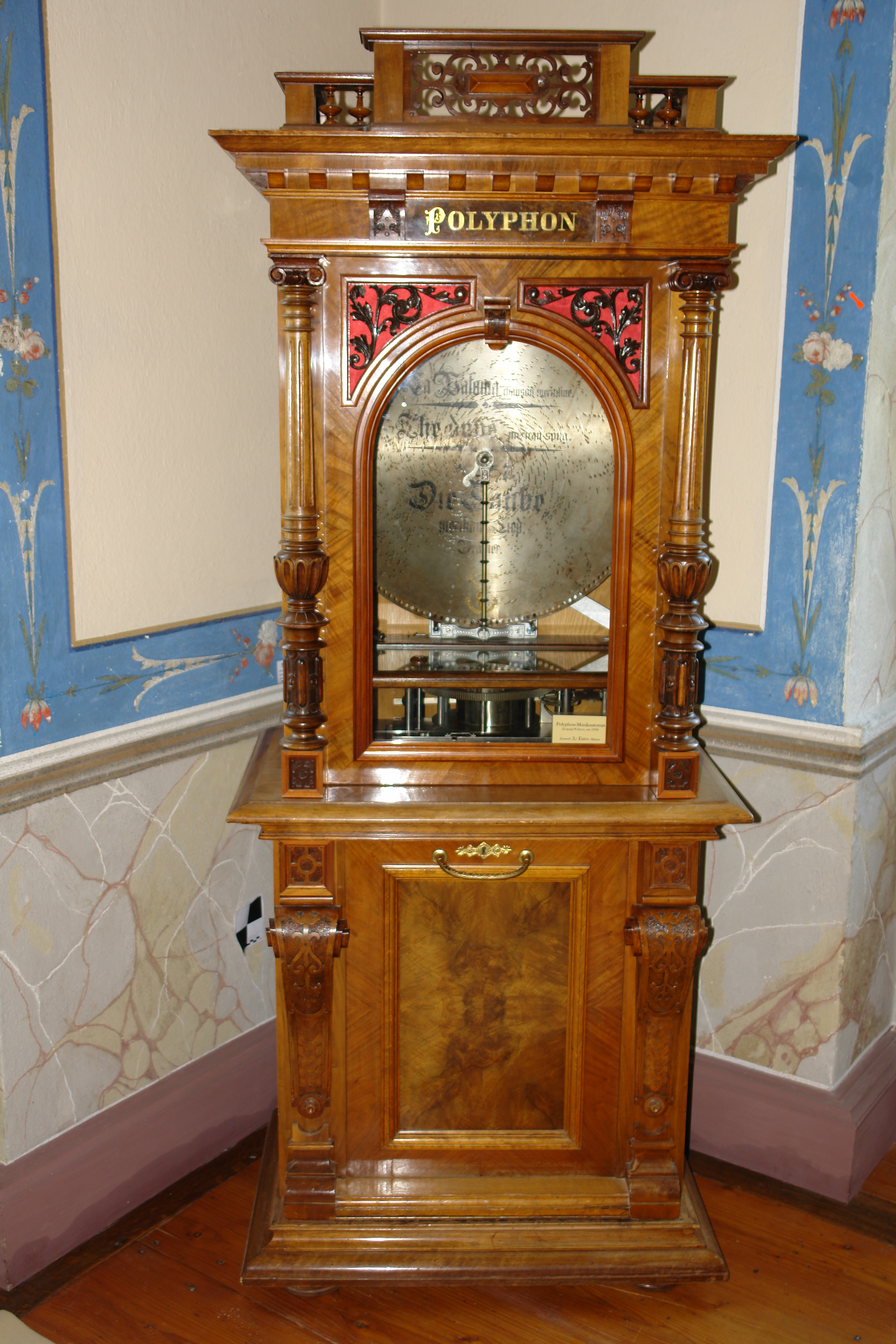
جعبه موسیقی بزرگ پولیفون

شرکت «Symphonium» به عنوان اولین تولیدکننده جعبه موسیقی صفحه ای (ساختاری مشابه گرامافون) در سال ۱۸۸۵ شروع به کار کرد. دو تن از بنیانگذاران این شرکت، گوستاو براخهاوزن و پل ریسنر، شرکت جدیدی را به نام «پولیفون» در رقابت مستقیم با کسب و کار اولیه خود و شریک سومشان، اسکار پل لوچمن، راه اندازی کردند. پس از تأسیس مؤسسه Original Musikwerke Paul
Lochmann در سال ۱۹۰۰، کسب و کار شرکت «Symphonium» تا سال ۱۹۰۹ ادامه یافت.
بنابر گفته موزه ویکتوریا در استرالیا، ((برند «Symphonium» به دلیل تنوع بسیار زیاد در ساخت انواع و اقسام جعبه موسیقی قابل توجه است . . . هیچ مدل جعبه موسیقی صفحه ای دیگری با این تنوع وجود ندارد. این برند همچنین در استفاده از موتورهای الکتریکی پیشگام بود. … اولین جعبه موسیقی مجهز به موتور الکتریکی برند «Symphonium» درسال ۱۹۰۰ تبلیغ شد. این برند به تجارت پیانو-ارکستری ورود کرد و در کنار ساخت جعبه موسیقی در هر دو مدل صفحه ای و استوانه ای، پیانولا و فنوگراف هم تولید می‌کرد))"
در همین حال، پولیفون حوزه خود را به آمریکا گسترش یافت، و در آنجا براخهاوزن شرکت «Company Regina» را تأسیس کرد. این شرکت موفقیت چشمگیری داشت و در نهایت به شرکت تولیدکننده جاروبرقی و بخارشوی تغییرکاربری داد.
در زمانی که جعبه‌های موسیقی در اوج رونق خود قرار داشتند، ارتفاع برخی از انواع آن به بلندی ساعت‌های قدی بود و همگی از صفحات بزرگ جانبی برای پخش کردن مجموعه‌های مختلفی ازملودی‌ها استفاده می‌کردند. جعبه‌های موسیقی انواع فنری و کوکی داشتند که صدای هر دو نوع زنگ مانند هست. این دستگاه‌ها اغلب در انگلستان، ایتالیا و ایالات متحده ساخته می‌شدند و صفحات جانبی آنها ساخته سوئیس، اتریش و پروس بودند.
برخی از جعبه‌های موسیقی در قالب نسخه‌های اولیه از «جوک باکس» های پولی در اماکن عمومی وجود داشتند. موزه «Marsh's free Museum» و فروشگاه «curio shop» در لانگ بیچ، واشینگتن (ایالات متحده) چندین نسخه از این نوع جوک باکس را در معرض دید عموم قرار داده‌اند که هنوز هم کار می‌کنند. موزه موسیقی در برنتفورد، لندن نیز تعدادی از این دستگاه‌ها دارد. همچنین موزه موریس در موریس تاون، نیوجرسی (ایالات متحده) دارای مجموعه قابل توجهی دررابطه با جعبه‌های موسیقی هست؛ از جمله نمایشگاه‌های تعاملی که علاوه بر پخش فیلم و فایل صوتی از هر قطعه، روزانه آلات به کار رفته موجود را به نوبت به نمایش عموم درمی‌آورد.

## کیت جعبه موزیکال
با پیدایش علم الکترونیک نوع دیجیتال این جعبه‌ها نیز ساخته شده‌است. در این کیت‌ها از آی سی‌های مختلف به عنوان مثال UM66 برای تولید صدا استفاده می‌گردد.